# Софія Ганноверська
Софія Ганноверська (нім. Sophie von Hannover), уроджена Софія Пфальцька (нім. Sophie von der Pfalz), 14 жовтня 1630 — 8 червня 1714) — пфальцька принцеса з династії Віттельсбахів, донька курфюрста Пфальцу та короля Богемії Фрідріха V та британської принцеси Єлизавети Стюарт, дружина герцога Брауншвейг-Каленбергу та курфюрста Ганноверу Ернста Августа. Була оголошена спадкоємицею британського трону після прийняття Акту про успадкування престолу 1701 року, ставши зв'язуючою ланкою наступності династій Стюартів та Ганноверів.
Палац Герренхаузен пережив свій розквіт, як культурного центра, від початку правління її чоловіка до смерті самої Софії. Значну роль вона зіграла у створенні садів палацу. Мемуари та листи Софії є важливим джерелом культурологічних досліджень раннього Нового часу. Їй присвячена книга «Livre de Guitarre Contenant Plusieurs Pièces» французького композитора Антуана Карре, видана у Парижі 1671 року.

## Біографія

### Ранні роки
Народилась 14 жовтня 1630 року у палаці Вассенаер Гоф у Гаазі. Була дванадцятою дитиною та п'ятою донькою в родині колишнього курфюрста Пфальцу та короля Богемії Фрідріха V та його дружини Єлизавети Стюарт. Мала старших братів Карла Людвіга, Рупрехта, Моріца, Едуарда та Філіпа Фрідріха й сестер Єлизавету, Луїзу Голландіну, Генрієтту Марію та Шарлотту, яка померла за кілька місяців. Інші діти пішли з життя в ранньому віці до її появи на світ. При народженні Софія отримала ренту у розмірі 40 талерів від станів Фрісландії.
Родина, за запрошенням принца Оранського, мешкала в Гаазі та Ренені, оскільки Фрідріх у 1623 році імперським едиктом був позбавлений титулу та володінь, а Курпфальц — окупований імперськими військами. Батько помер, коли Софії було 2 роки. До цього часу в неї з'явився молодший брат Густав Адольф. Матір важко переживала смерть чоловіка та відсторонено ставилася до дітей. Вона більше не одружувалася і, відкинувши пропозицію повернутися до Англії, майже все подальше життя провела в Гаазі. Великі зусилля докладала, аби повернути Пфальц своїй родині.

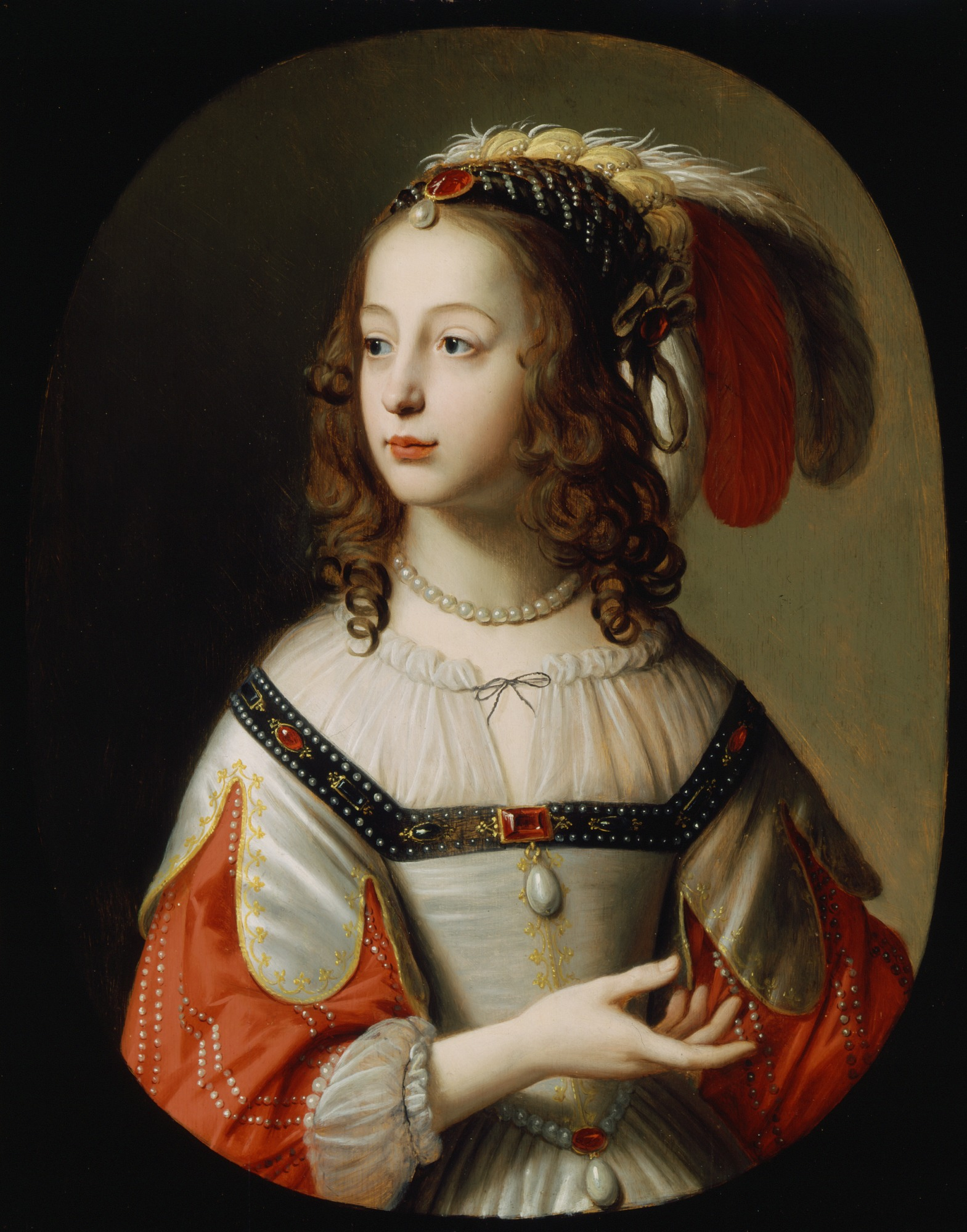
Портрет Софії пензля Герріта ван Гонтгорста, 1641

Софія, як і інші діти, за англійською традицією, виховувалась окремо від батьків, у Лейдені. У 1641 році приєдналася до двору матері. Мала веселий характер, привертала увагу оточуючих своєю кмітливістю та дотепністю. Отримала ґрунтовну різнобічну освіту від грецької мови та латини до математики та теології. Із матір'ю, зазвичай, розмовляла англійською, з братами — німецькою та голландською мовами, також вільно володіла французькою; в її листах часто зустрічалися голландські вирази та прислів'я, часто уживані в іронічному ключі. Розквітаюча краса принцеси, манера подати себе, високе походження та реформатське віросповідання викликали в колі англійських емігрантів ідею видати дівчину заміж за принца Уельського. Карлу навіть приписували видимий інтерес до кузини. Софія, проте, вважала, що він хоче лише заволодіти грошима прихильника її матері, лорда Крейвена.
Згідно Вестфальського миру 1648 року, Нижній Пфальц було повернено сімейству Фрідріха V, Верхній, до їхнього великого розчарування, залишився під владою курфюрста Баварії. Восени 1649 року старший брат Софії, Карл Людвіг, повернувся до своїх спустошених земель і, проводячи профранцузьку політику, почав відбудовувати зруйновану країну. Принцеса, подолавши опір матері, отримала від неї дозвіл переїхати до двору брата у 1650 році. Цьому сприяв також факт припинення фінансування родини англійським двором після страти короля Карла I.
Відносини між сиблінгами склалися добрими. Резиденцією курфюрста був Гайдельберзький замок, оточений бароковими садами, розбитими за наказом їхнього батька.

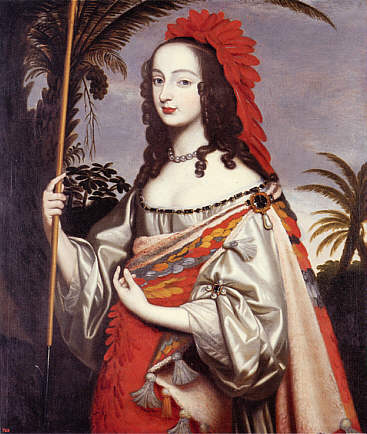
Портрет Софії в індіанському вбранні пензля її сестри Луїзи Голландіни, після 1644

Наступні роки Софія присвятила пошуку підходящого нареченого, прагнучи укласти шлюб відповідний статусу. Вона відмовила португальському герцогу Авейру, а також принцу Адольфу Йоганну Клеєбурзькому, оскільки той не міг дати достатніх гарантій щодо майбутнього. Восени 1656 року у Гайдельберзі познайомилася із принцами Брауншвейг-Люнебурзькими. Враження на Софію справив Ернст Август, однак він був молодшим сином, тож того року відбулися заручини принцеси із його старшим братом Георгом Вільгельмом, який правив Каленбергом. Останній погодився на шлюб через вимогу станів, які пообіцяли підвищити йому апанаж. Втім, після згоди, брати, як і щороку, поїхали на Венеційський карнавал, де Георг Вільгельм захворів на венеричну хворобу. Після повернення він, до великого невдоволення Софії та її брата-курфюрста, відклав весілля на невизначений термін. Зрештою, у 1658 році відбувся т. з. «обмін нареченої», згідно якого Георг Вільгельм поступився нареченою Ернсту Августу, а в обмін на звільнення від зобов'язання одружитися з Софією, дарував братові права на герцогство Брауншвейг-Люнебург, спадкоємцем якого він був. Також Георг Вільгельм підписав пожиттєву відмову від укладання шлюбу, аби не мати дітей, що претендували б згодом на Люнебург. В такий спосіб князь намагався урятувати честь дому. Пізніше, він одного разу сказав Софії, що дуже шкодує, що не одружився із нею.

### Шлюб

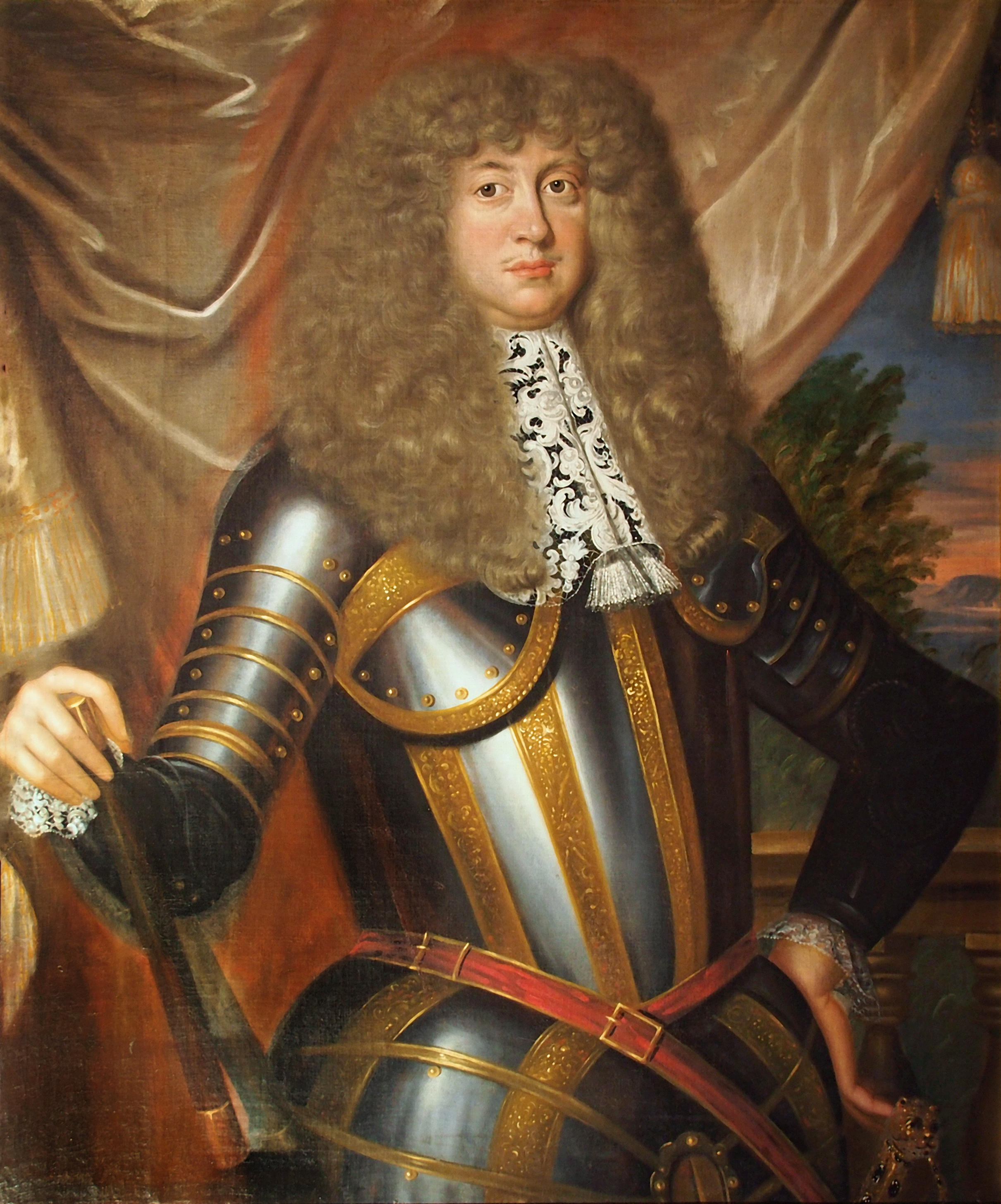
Портрет Ернста Августа пензля невідомого майстра, замок Целле

У 27 років Софія взяла шлюб із 28-річним принцом Брауншвейг-Люнебурзьким Ернстом Августом. Наречений доводився троюрідним братом її матері через свого прадіда Крістіана III. Весілля пройшло 13 вересня 1658 у Гайдельберзі. Укладений з розрахунку союз виявився щасливим. Втім, молодята жили разом із Георгом Вільгельмом у замку на Лейне в Ганновері, що призвело до ревнощів Ернста Августа. Ситуацію врятувало призначення чоловіка князем-єпископом Оснабрюку і переїзд до Ібурзького замку. У листі до брата Карла Людвіга Софія так змальовувала свої враження від нової домівки:
«Я приїхала сюди три дні тому і знайшла тут дуже добрий будинок, який мені від самого початку дуже сподобався; все, що впадає в око, виглядає чудово: інтер'єр, меблі, лівреї, охорона, алебарди. Ми граємо в кеглі, стріляємо по качках, змагаємося у кільця, граємо в тріктрак, плануємо їздити до Італії щороку, але тут справи йдуть так добре, що маленький єпископ може спокійно жити у своїй резиденції.»

Три роки потому через напруженість із сусіднім князем-єписком Мюнстеру, подружжя мало виїхати до Оснабрюку. Після повернення 2 червня Софія писала:
«Тут ми мешкаємо у найприємнішому усамітненні в світі. Ми насолоджуємось усіма радощами сільського життя і відторгаємо всіх тих, хто чекає нас з протоколами; ми не бачимо нічого, окрім нашого світу».
До того часу подружжя вже мало двох синів. Подружжя часто здійснювало розважальні поїздки за кордон, зазвичай до Італії або Голландії, де у 1661 році Софія востаннє зустрілась із матір'ю. Враження від італійської подорожі 1664 року, коли княгиня вперше побачила Рим і Венецію, вона яскраво зобразила у своїх листах та мемуарах. Оскільки мандрівка тривала майже цілий рік, жінка регулярно листувалася із гувернанткою своїх синів, виявляючи велику цікавість до їхнього виховання. Первістка у своїх листах Софія змальовувала як відповідального, сумлінного хлопчика, який подає приклад молодшим братам та сестрі.
Близькі відносини Софії з братом-курфюрстом сприяли її періодичному посередництву між Пфальцом і Брауншвейгом. Так, у 1665 році принци відправили Карлу Людвігу кавалерійський полк для допомоги у війні, а у 1671 році Ернст Август, на прохання дружини, організував шлюб своєї родички Вільгельміни Данської із Карлом Пфальцьким. Разом з тим, княгиня ніколи не користувалася політичним впливом поза колом найближчих сімейних інтересів. Всі її висловлювання були затьмарені особистими або династичними упередженнями.
З роками приміщення Ібурзького замку стали недостатніми для розміщення двору, що постійно зростав, і це, на додаток до необхідності обмежити незалежність міста Оснабрюк, змусило Ернста Августа до переїзду в це місто. У 1673 році сімейство перебралося до завершеного барокового палацу Оснабрюку. Софія висловлювала свої ідеї та побажання щодо будівництва замку та навколишніх садів. Про останні вона писала: «Щоранку я встаю о шостій годині. Потім дивлюся, як солдати розширюють наш сад і оточують його каналом. Ще не дуже красиво, але я рада бачити прогрес. Я сподіваюся закінчити свої дні тут; мені ніколи не буде так комфортно.»

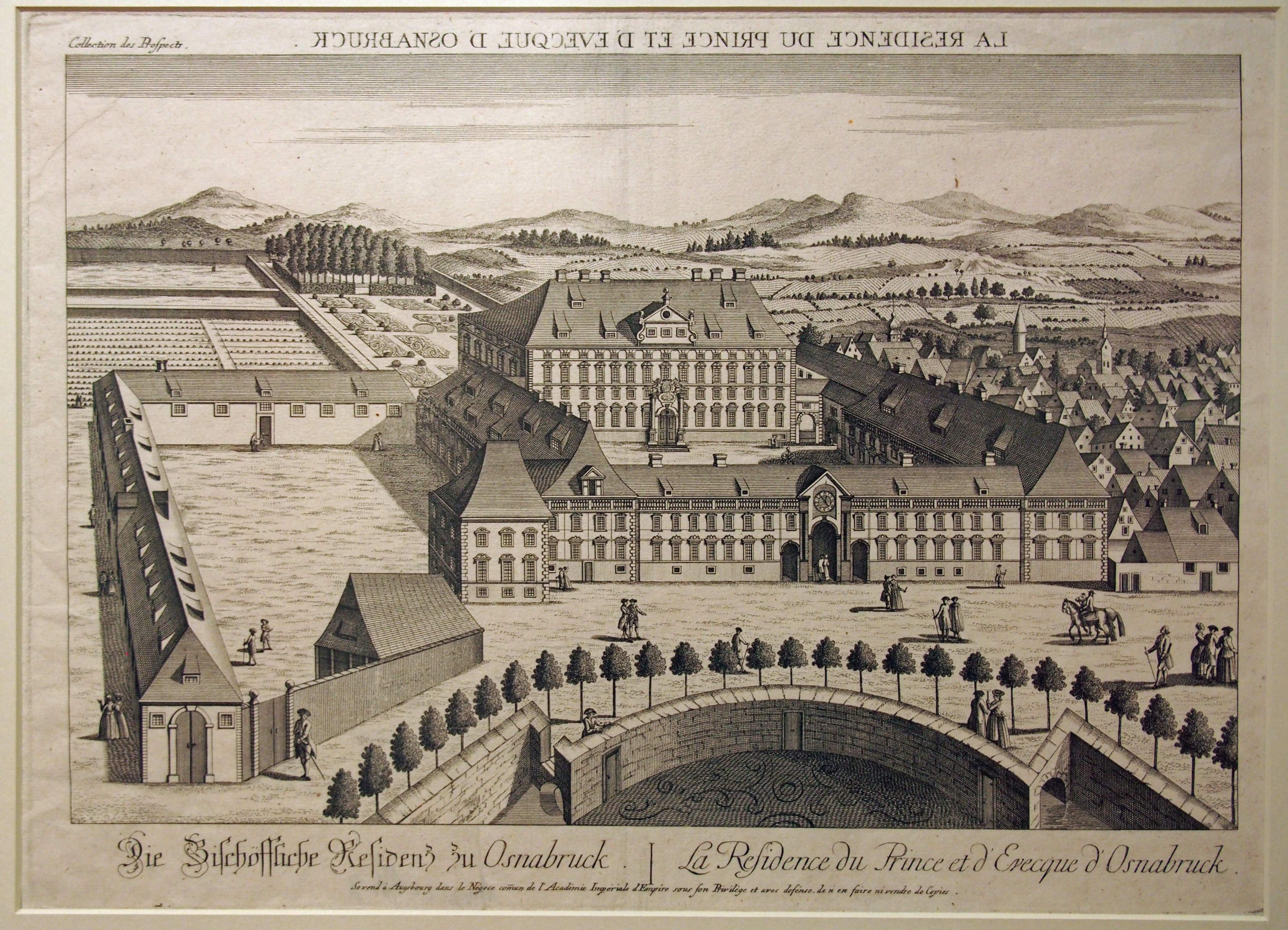
Оснабрюкський замок

В цей же час Ернст Август завів собі коханку Клару Єлизавету фон Платтен, яка народила йому двох дітей. Вона вміла використовувати сімейні сварки князя-єпископа у своїх інтересах і вважалася найвпливовішою жінкою в країні. Справлятися з душевними переживаннями Софії допомагало написання мемуарів.
Влітку 1679 року Софія з донькою здійснили мандрівку до двору Людовіка XIV у Версалі, де мешкала її небога Лізелотта, одружена з герцогом Орлеанським. Княгиня подорожувала інкогніто під іменем мадам де Оснабрюк. Її метою було з'ясувати можливість заручин Софії Шарлотти з дофіном. Втім, Король-Сонце вже вибрав у дружини синові Марію Анну Баварську.
Наприкінці грудня 1679 року помер бездітним князь Каленбергу Йоганн Фрідріх, і Ернст Август успадкував його володіння. Родина повернулася до замку на Лейне в Ганновері. Софія гірко оплакувала резиденцію в Оснабрюку:
«Я все життя сумуватиму за садом і палацом Оснабрюк. Мій сад, мої квіти, мій будинок, мої меблі: раптом я опиняюся без цих радостей».
Замок на Лейне був похмурим і скромним. Софія почала все більше часу проводити у літній резиденції Герренхаузен, де під її керівництвом, за допомогою французького ландшафтного архітектора Мартіна Шарбоньє, облаштовувались сади навколо палацу. Великий вплив на творчість княгині справило голландське бароко.
Окрім іншого, правителька робила численні вишивки, в тому числі завіси для вівтарів, одна з яких збереглася дотепер, подарована княгинею абатству Локкум у 1691 році.

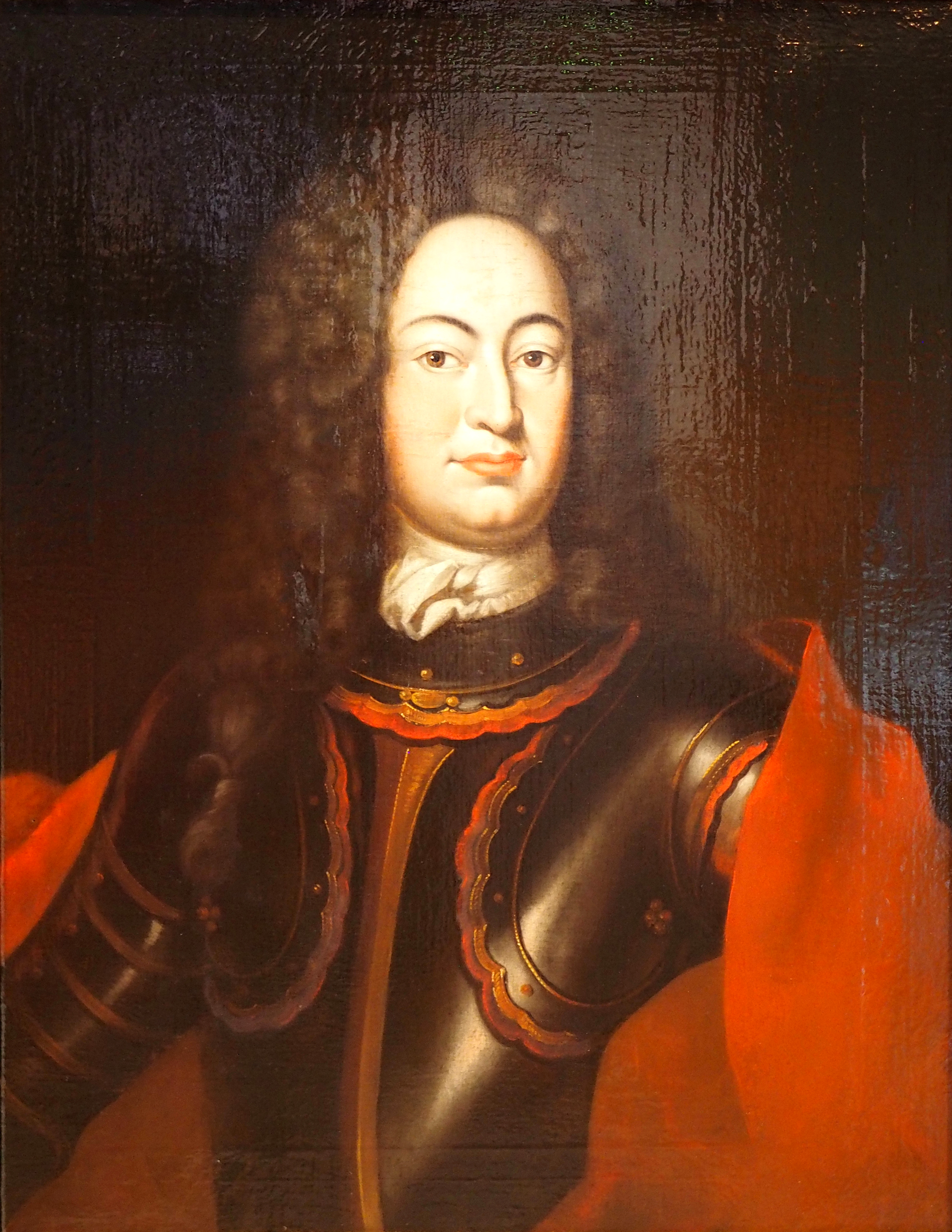
Портрет Георга Вільгельма пензля невідомого майстра

Князівське подружжя також хвилював ймовірний конфлікт престолонаслідування у Люнебурзі. Незважаючи на свою обіцянку залишатись холостим, Георг Вільгельм у 1665 році одружився зі шляхтянкою Елеонорою д'Ольбрез, а у 1676 році проголосив свій шлюб династичним, отримавши перед цим для дружини від імператора титул графині Харбург і Вільгельмсбург. Ця подія дуже стривожила його родичів, оскільки загрожувала завадити передбачуваному об'єднанню територій Люнебурга. Для їхнього заспокоєння Георг Вільгельм запропонував свою єдину доньку Софію Доротею в дружини первістку Ернста Августа та Софії. Принц і його батьки відмовились від пропозиції через статус нареченої при народженні. 10 грудня 1675 року відбулися заручини дівчинки із принцом Августом Фрідріхом Брауншвейг-Вольфенбюттельським, однак наступного року той загинув на війні. В тому ж році відбулося повторне весілля Георга Вільгельма з Елеонорою. Ернст Август і особливо Софія демонстративно трималися подалі від святкувань. До цього княгиня протягом двох місяців докладала всіх зусиль, аби Елеонора не отримала титула принцеси. Те, що француженка у квітні 1676 року була оголошена герцогинею Брауншвейзькою, стало для неї великим ударом. Зрештою, у липні 1680 року правляча родина визнала Елеонору герцогинею, а Софія Доротея була оголошена принцесою Брауншвейг-Люнебург-Целльською. Хоча Софія і вважала її походження надто низьким, зважаючи на вигоди, погодилася на її шлюб зі своїм сином. Георг Людвіг, на додачу, отримував від тестя 100 тисяч талерів на рік. Весілля відбулося у листопаді 1682 року без звичайної для князівських домів помпи. Втім, княгиня продовжувала зневажати невістку впродовж всього життя.
У 1682 році Ернст Август увів у країні прімогенітуру, що не схвалювалося дружиною. Це рішення змусило її молодших синів шукати кращої долі на військовій службі, і троє з них загинули у походах ще за її життя. У 1691 році Максиміліан Вільгельм, спробував організувати змову з метою скасувати первородство, про що знала Софія. Втім, план було викрито, Максиміліан Вільгельм на короткий час опинився за гратами, а княгиня — під домашнім арештом.

### Курфюрстіна Ганноверу

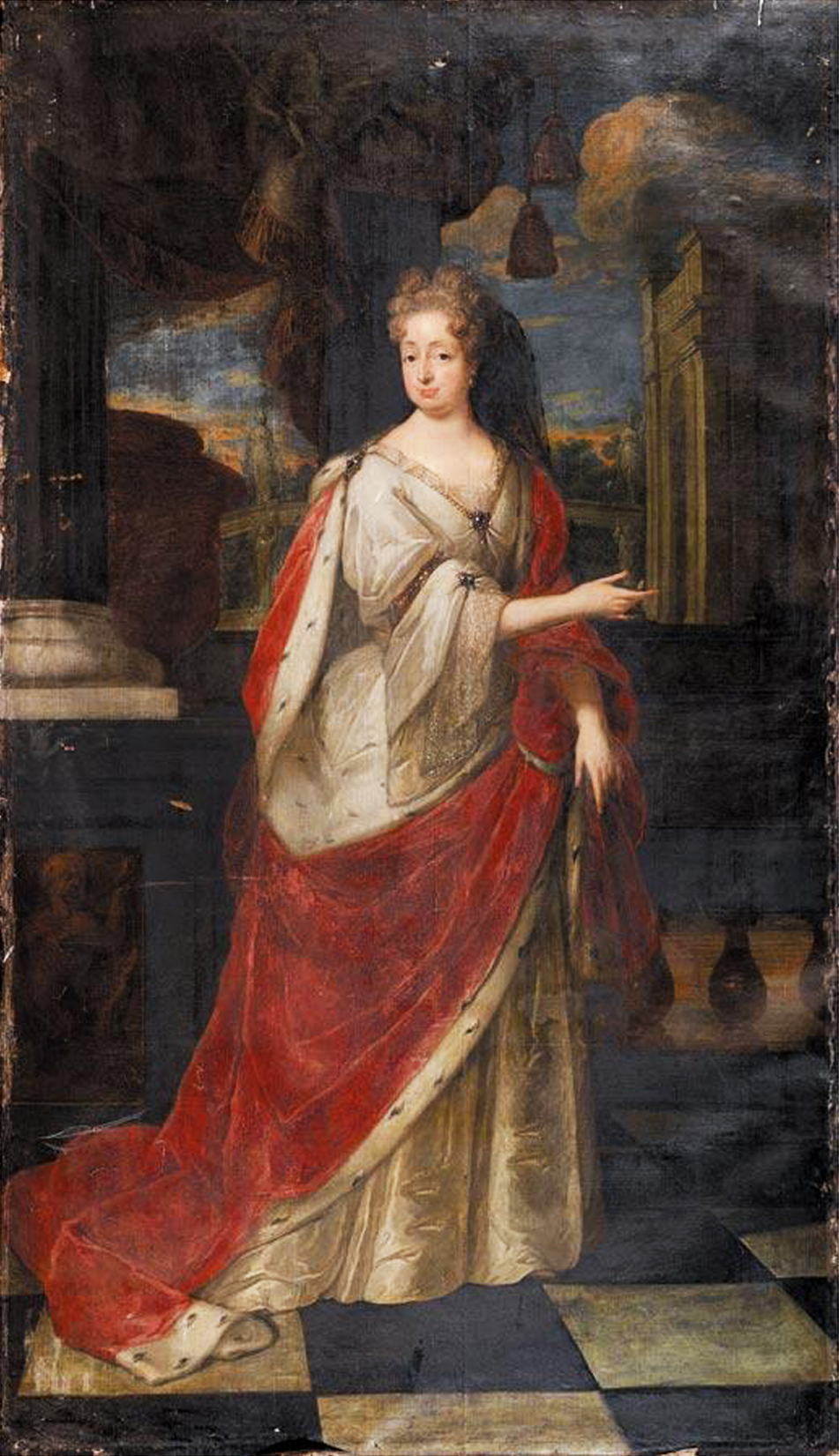
Портрет курфюрстіни

У 1692 році імператор Леопольд I звів Ернста Августа у ранг імперського курфюрста в нагороду за допомогу, надану в Дев'ятирічній війні. Хоча офіційною назвою країни було Брауншвейг-Люнебурзьке герцогство, зазвичай використовувалася назва за столицею Ганноверське курфюрство.
Курфюрстіна була бажаною гостею та популярною господинею, чиї тижневі карнавальні святкування в Ганновері залучали аристократію з усієї Центральної Європи. Шляхту також приваблювали садовий театр у Герренхаузені, відомий як перший театр в історії садового мистецтва, та оперний театр біля замку Лейне, який, з точки зору сценічної техніки, був ультрасучасним для того часу. У садовому театрі французькі актори два-три рази на тиждень грали трагедії П'єра Корнеля та Жана Расіна, а також комедії П'єра де Маріво та Мольєра. Вистави проводилися навіть в оранжереї апельсинових дерев. Капельмайстром ганноверського двору був італієць Агостіно Стефані, автор кількох опер, який сприяв поширенню у Німеччині італійського вокального стилю, впливаючи, у тому числі, на творчість Баха та Генделя.
Замок Герренсхаузен від 1688 року перебудовувався як представницька резиденція. Від 1696 року Мартін Шарбоньє почав подвоювати розмір його саду та оточувати комплекс ровом із водою. У 1694—1698 роках зводилася галерея, яку Софія запропонувала розширити так, аби великий зал можна було використовувати і як бенкетний, а флігелі — і як житлові приміщення. Інтер'єром, за її дорученням, займався венецієць Томмазо Джусті, котрий прикрасив будівлю галереї фресками, а також спроектував ліпнину, виконану пізніше Досса Граною та П'єтро Россо. Завдяки інтелектуальним інтересам курфюрстіни, палац став розвиненим культурним центром. Начитана у творах Рене Декарта та Баруха Спінози, вона заохочувала чоловіка та дітей читати книжки останнього і допомогла зробити їх популярним при дворі.
Від 1676 року в Ганновері працював Готфрід Вільгельм Лейбніц, другом та шанувальником якого стала Софія. Він одночасно виконував обов'язки радника, історика, бібліотекаря та дипломата. За дорученням Ернста Августа, Лейбніц почав працювати над історією роду Вельфів і за тридцять років роботи встиг довести її до «темних віків». Курфюрстіна цінувала поради вченого не лише з філософських питань, а й з політичних проблем. Так само Лейбніц вбачав у Софії гідного та розумного співрозмовника. Результатом цієї дружби стало змістовне листування, вперше опубліковане у XIX столітті, яке показує курфюрстіну жінкою виняткових інтелектуальних здібностей та допитливості. Із Лейбніцом вони прагли об'єднати християнські релігії. У листі до небоги Софія зауважувала «Сподіваюся, що християни скоро стануть єдиними (…). На тому світі нас не будуть питати, якої ми релігії, а питатимуть що доброго та поганого ми зробили; це, мабуть, найголовніше; інше — сварка між священиками, яких мають примирити князі». Її чоловік, отримавши титул курфюрста, став більш віротерпимим і зобов'язався дозволити католикам вільно сповідувати свою релігію й навіть побудувати їм церкву. Втім, перший її камінь у був закладений лише у 1712 році.

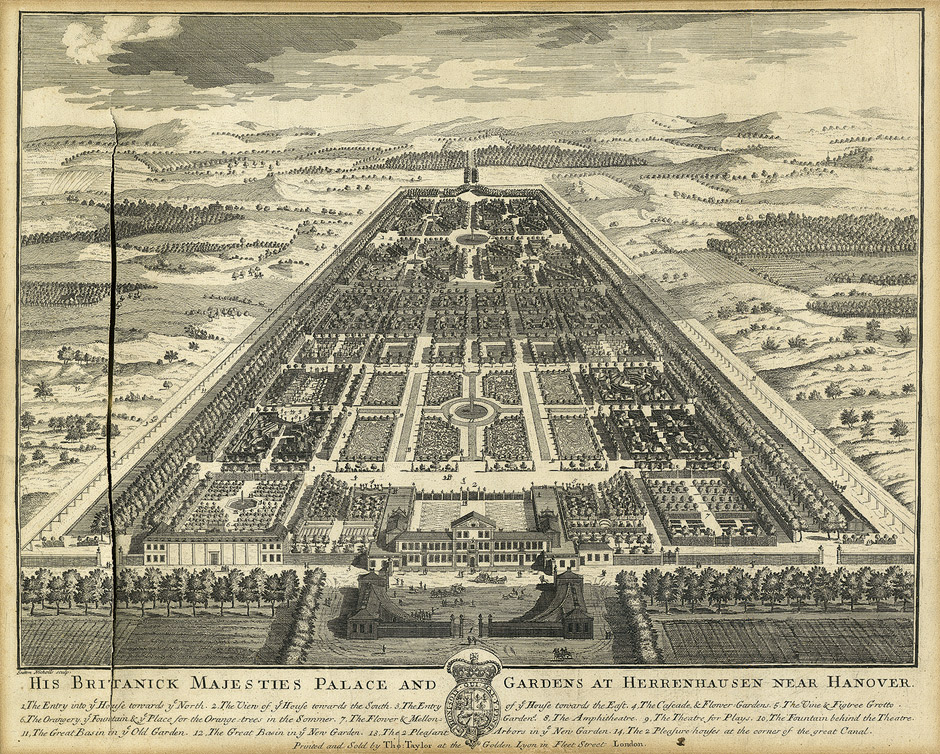
План палацу та садів Герренсгаузена

Пристрастний мисливець, Ернст Август полюбляв в оточенні великої свити по кілька тижнів на сезон проводити у мисливському замку у Лінсбурзі. Софії проте не подобалося усамітнення серед лісу, де було мало разноманіття, і в листах до родини вона часто жалілася на це. Розраджували курфюрстіну лише візити Лейбніца.
До 1694 року ганноверський двір заполонили чутки щодо роману принцеси Софії Доротеї із графом Філіпом Кьонігсмарком. Навесні жінка навідувала батьків із проханням про розлучення із курпринцом, однак ті відправили її назад. Закохані вирішили втекти до іншого князівства, однак 1 липня граф зник, ймовірно таємно вбитий. Софію Доротею наприкінці 1694 року ув'язнили, проголосили про її розлучення з Георгом Людвігом та подальшу заборону бачитися із дітьми. Решту життя невістка Софії провела у віддаленому Альденському замку на Люнебурзькій пустоші. Після смерті Ернста Августа вона написала листа курфюрстіні, заявивши, що не хоче нічого, окрім «поцілувати руки Вашої Високості перед смертю». Втім, ані Софія, ані Георг Людвіг не пробачили опальної принцеси.
Невірність чоловіка не вплинула на кохання Софії до нього, і, протягом останньої хвороби Ернста Августа, вона не відходила від нього та була глибоко засмучена його смертю, що настала 23 січня 1698 року. В листі курфюрстіна писала: «Неможливо померти від горя, інакше я б давно померла, оскільки моє горе тривало так довго».

### Подальше життя таАкт про престолонаслідування
У старості Софія продовжувала активне життя, цікавилася долею своїх нащадків і грала ключову роль у виборі шлюбних партнерів своїх онуків.

Портрет Софії пензля Й. Д. Шварца, 1705, замок Гріпсгольм

Її син Георг Людвіг, замовивши повне перепланування інтер'єру замку Лейне в стилі бароко, з міркувань економії закрив оперний театр. Проте деякий час придворним капельмайстром служив Георг Фрідріх Гендель, а німецькі актори взимку навідували палац. Софія після смерті чоловіка мешкала, переважно, у західному крилі галереї палацу Герренсхаузен. До моменту смерті правительки Великий сад біля Герренсхаузену збільшився у чотири рази. У 1713 році курфюрстіна писала: «Сад — це моє життя». Площею близько 50 гектарів, він був завершений у 1714 році й майже не змінився, дотепер залишаючись свідченням свого часу.
Після Славної революції 1688 року та втечі короля Якова II, британський парламент запропонував престол його доньці Марії та зятю Вільгельму Оранському як співправителям. Білль про права 1689 року заборонив надалі займати британський престол особам католицького віросповідання, при його розгляді також Палата громад відмовила Софії у наслідуванні. Марія Стюарт померла у грудні 1694, Вільгельм пішов з життя у квітні 1702, не залишивши нащадків. Ще за його життя не стало 11-річного герцога Глостерського — єдиного небожа та спадкоємця короля, що викликало кризу престолонаслідування. Єдиною представницею династії Стюартів-протестанткою, яка могла б посісти трон, залишилась сестра Марії — Анна. Побоюючись реставрації католиків, британський парламент прийняв у 1701 році Акт про престолонаслідування, за яким після смерті Анни, спадкоємицею престолу Англії й Ірландії оголошувалися Софія Ганноверська, яка доводилася онукою Якову I, а також її нащадки, що будуть протестантами.
Питання про англійське престолонаслідування залишалося напруженим до кінця. Зокрема, Лейбніц діяв у Лондоні від імені Софії, але не завжди успішно. Курфюрстіна та її старший син стали вважатися англійськими громадянами, були затверджені численні та істотні деталі їхнього правопреємства.
За кілька місяців після цього на трон зійшла королева Анна, й Софія стала кронпринцесою. Жінка з великою цікавістю спостерігала за справами на Альбіоні під час правління Анни, хоча її син-курфюрст, висловлювався проти будь-якого втручання в англійську політику. Дами ніколи не були у дружніх стосунках. Анна заперечувала проти того, щоб ім'я Софії навіть згадувалося у її присутності, а також відкидала будь-яку пропозицію запросити Софію відвідати Англію.

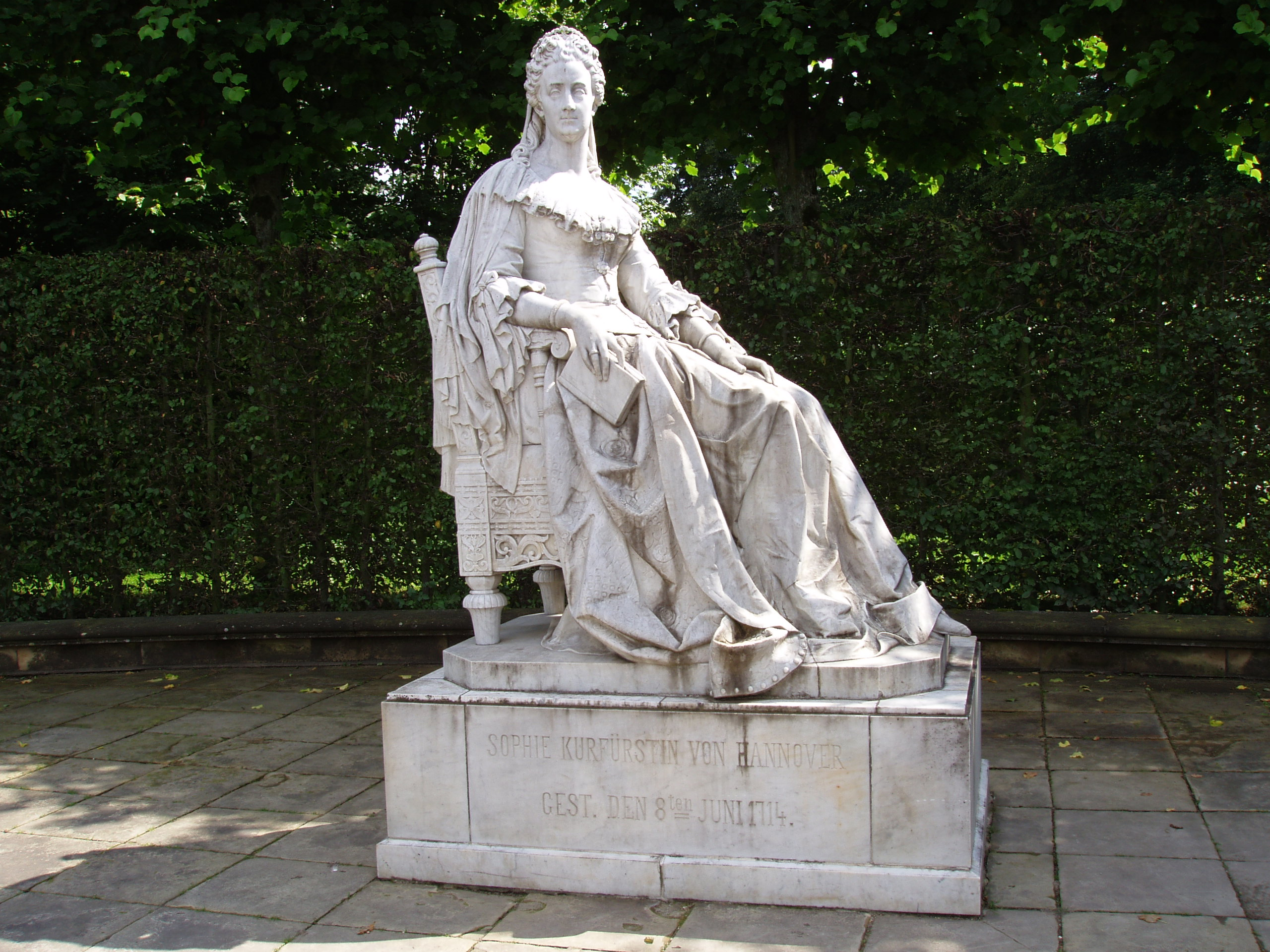
Статуя курфюрстіни Софії

Хоча Софія була значно старша за королеву Анну, її здоров'я було набагато кращим. Однак, курфюрстіна так і не побачила країни, королевою якої могла стати. Лист від Анни, що суворо забороняє Софії та її сім'ї в'їжджати до Англії, прийшов за кілька днів до смерті жінки і глибоко її засмутив. 8 червня 1714 року вона здійснювала вечірню прогулянку у садах Герренхаузена, коли почалася раптова злива. Намагаючися сховатися, Софія спіткнулася, знепритомніла та померла у віці 83 років. Трохи менше двох місяців потому, 1 серпня, пішла з життя 49-річна королева Анна. Якби Софія пережила Анну, то стала б найстарішою людиною, яка зійшла на британський престол.
Курфюрстіна була похована у кірсі палацу на Лейне в Ганновері. У 1957 році саркофаг було перенесено до крипти мавзолею Вельфів у Берггартені у Герренхаузені.
Її син Георг Людвіг був коронований 20 жовтня 1714 у Вестмінстерському абатстві як король Георг I, поклавши початок Ганноверській династії на британському троні.
Велика Британія та Ганноверське курфюрство залишалися конституційно окремими протягом 123 років до кінця особистої унії та були пов'язані лише в особі монарха. Особистий союз був розірваний зі вступом королеви Вікторії на трон Великої Британії у 1837 році, оскільки правила наслідування в Ганновері не передбачали успадкування престолу жінками.

## Родина

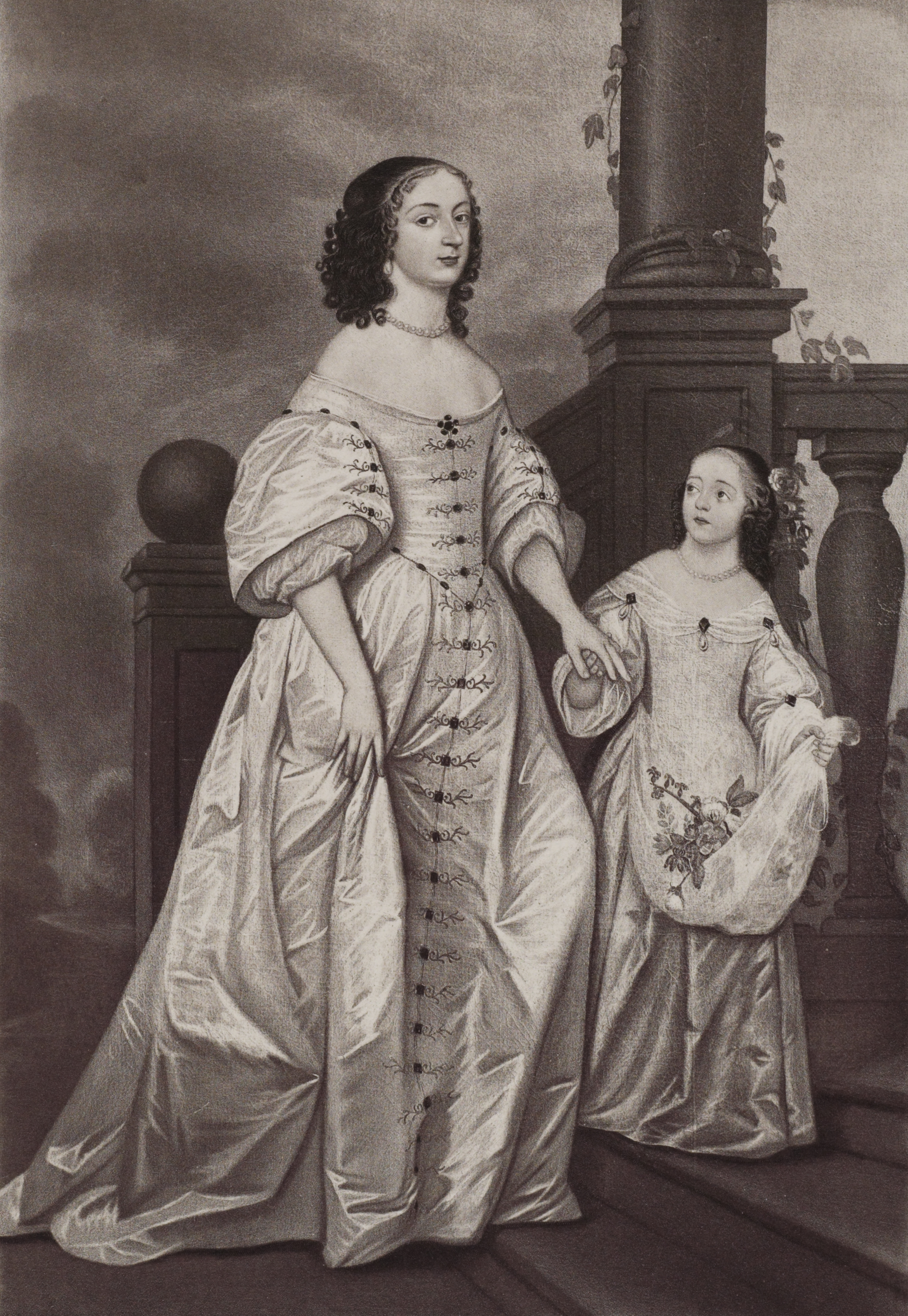
Софія із донькою

Чоловік — Ернст Август, принц Брауншвейг-Люнебурзький
Діти:
- Георг (1660—1727) — король Великої Британії у 1714—1727 роках, був одруженим з Софією Доротеєю Целльською, мав двох законних дітей та трьох позашлюбних;
- Фрідріх Август (1661—1690) — генерал імперської армії, одруженим не був, дітей не мав;
- Максиміліан Вільгельм (1666—1726) — фельдмаршал імперської армії, одруженим не був, дітей не мав;
- Софія Шарлотта (1668—1705) — дружина короля Пруссії та маркграфа Бранденбургу Фрідріха I, мала двох синів;
- Карл Філіп (1669—1690) — полковник імперської армії, одруженим не був, дітей не мав;
- Крістіан Генріх (1671—1703) — одруженим не був, дітей не мав;
- Ернст Август (1674—1728) — князь-єпископ Оснабрюку у 1715—1728 роках, одруженим не був, дітей не мав.

## Вшанування пам'яті
- У 1876–1878 роках німецький скульптор Вільгельм Энгельгард створив сидячу статую курфюрстіни, яка була встановлена у Великому саду Герренхаузена.

## В мистецтві

### Кінематограф
- У німецькому комедійному фільмі «Лізелотта Пфальцька» (нім. Liselotte von der Pfalz) 1935 року роль Софії Ганноверської виконала акторка Іда Вюст.[41]
- У голлівудській історичній драмі «Сарабанда для мертвих закоханих» (англ. Saraband for Dead Lovers) 1948 року курфюрстіну Софію зіграла француженка Франсуаза Розе.[42]